# Миллер, Ричард Эдвард
Ричард Эдвард Миллер (англ. Richard E. Miller, 22 марта 1875 — 23 января 1943) — американский художник-импрессионист и член Колонии американских импрессионистов Живерни.
Миллер прославился своими картинами, на которых женщины томно позировали в интерьере или на открытом воздухе. Вырос в Сент-Луисе, учился в Париже, а затем поселился в Живерни. Вернувшись в Америку он ненадолго поселился в Пасадине, Калифорния, а затем в художественной колонии Провинстаун, Массачусетс, где оставался до конца своей жизни. Миллер был членом Национальной академии дизайна и отмеченным наградами художником своего времени, получившим признание как во Франции, так и в Италии, а также лауреатом ордена Почетного легиона Франции. За последние несколько десятилетий он стал предметом ретроспективной выставки, его работы широко воспроизводились в каталогах выставок и представлены в ряде книг по американскому импрессионизму.

## Молодость и обучение
Ричард Эдвард Миллер родился и вырос в Сент-Луисе, который в то время был одним из крупнейших и самых процветающих городов Америки. Его отец, Ричард Леви Миллер, был уважаемым инженером-строителем из Пенсильвании, который специализировался на мостах, а его матерью была Эсмерельда Стори, уроженка Миссури. Миллер начал рисовать с раннего детства и сначала работал ассистентом Джорджа Эйхбаума, художника-портретиста. Он изучал искусство в Школе изящных искусств Вашингтонского университета (1879), сначала в вечерних классах в 1891 году, а затем на дневном отделении в 1892 году. Это была первая художественная школа в Соединенных Штатах, которая была частью университета и основывалась на методе французского изящного искусства в учебной программе. Курсы, которые он изучал по рисунку, живописи, художественной анатомии, перспективе и композиции, были бы очень похожи на те, которые в то время получил бы студент во Франции. Миллер был известен своим трудолюбием и преуспел в Школе изящных искусств, где он учился у Хэлси С. Айвза, первого директора школы, и, возможно, у Лотона Паркера.
Всемирная выставка в Чикаго состоялась, когда Миллер учился в Сент-Луисе, и считается, что он посетил ярмарку и увидел тысячи современных работ, которые были на выставке, в том числе работы художников зарождающегося американского импрессионистского движения и Школы тоналистов. За пять лет обучения в Школе изящных искусств Миллер выиграл многие из её призов. Начал выставлять свои работы с 1894 года. Поскольку школа была прикреплена к Музею изящных искусств Сент-Луиса и на территории кампуса школы, ученики имели возможность увидеть важные исторические работы, а также выставки, которые включали работы современных движений, таких как тонализм, через работы Джона Ла Фаржа (1835—1910) и американского импрессионизма через работы Теодора Робинсона (1892—1896), чьи работы выставлялись здесь в течение сезона 1895—1896 годов.
В Вашингтонском университете Миллер учился у Эдмунда Х. Вюрпеля, выпускника школы, который недавно вернулся из Парижа и чьи собственные работы («запасные пейзажи») находились под сильным влиянием французской барбизонской школы, а также работ Уистлера. Из-за ориентации его учителей и популярности того, что в то время называлось «Тональной школой», ранние работы Миллера представляли собой тихие пейзажи, ориентированные на тонализм. К 1897 году он работал иллюстратором в St. Louis Post Dispatch и копил деньги, чтобы поехать в Париж для продолжения учёбы. Впоследствии он был удостоен чести получить первую стипендию для обучения в Париже от Ассоциации студентов Школы изящных искусств Сент-Луиса.

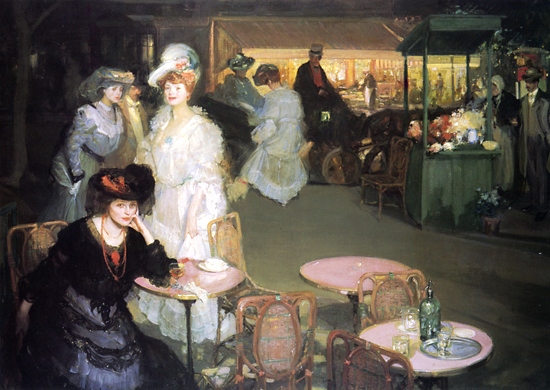
Кафе де Nuit, Ричард Э. Миллер, Холст, масло,

## Париж
Когда Миллер уехал в Париж, он уже был опытным художником и быстро добился успехов в Академии Жюльена, частной академии, где обучались многие американские художники. Он вел скромное существование с другими студентами на левом берегу. Там он познакомился с чикагским художником Лотоном Паркером, который помог ему начать карьеру в Париже. Работа Миллера подверглась критике со стороны Жан-Поля Лорана и Бенжамена Констана, двух опытных художников-академиков, имевших отличную репутацию в Салоне. Большие и амбициозные работы Миллера на рубеже веков были в первую очередь сценами из жизни парижских кафе. В этих произведениях фигуры модных парижанок нарисованы почти академически, лишь некоторые участки фона нарисованы нечетко.

## Колония Живерни
Миллер обратился к очень декоративным работам привлекательных молодых женщин в халатах или кимоно около 1904 года, и это работы, которыми он наиболее известен. Лето он проводил в американской художественной колонии Живерни, которая выросла вокруг поместья Клода Моне примерно в 1906 году, где он стал близким другом Фридриха Фриске, другого художника-импрессиониста. Хотя в Живерни преподавало несколько американских художников, большая часть их обучения была неформальной. Миллер имел репутацию хорошего учителя, и несколько его учеников последовали за ним в Живерни, в том числе Джон «Джек» Фрост, сын известного иллюстратора А. Б. Фроста, который последовал за ним в Живерни в 1909 году. Тем же летом он познакомился с молодой художницей из штата Мэн, Харриетт Адамс, которая позже стала его женой. Миллер вернулся в свой родной город Сент-Луис весной 1910 года, но неизвестно, как долго он оставался там — вероятно, всего несколько месяцев, — потому что тем же летом он вернулся в Живерни.

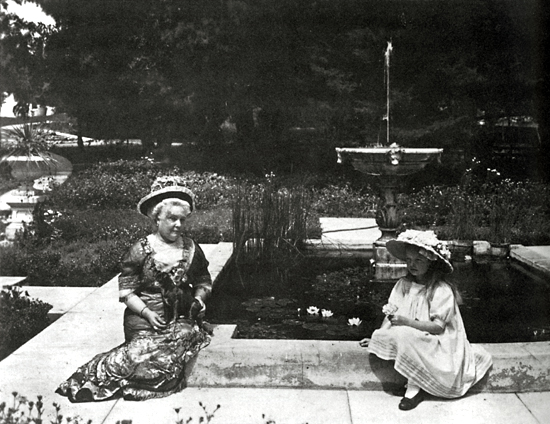
Ева Скотт Феньес с внучкой Леонорой Кёртин, Пасадена, около 1912 года

## Жизнь в Пасадине
Миллер вернулся в Соединенные Штаты к началу Первой мировой войны. Он переехал на запад, в Пасадину, пригород Лос-Анджелеса, чтобы преподавать в художественной школе Стикни Мемориал . Когда Миллер поселился в Пасадине, он не мог найти студию, которая бы ему нравилась, с типом фильтрованного света, который он любил использовать в своих работах. Вместо этого он рисовал в доме богатой художницы и покровительницы искусств Евы Скотт Феньес. Здесь осталась коллекция картин, которые он написал в Калифорнии. В особняке Евы Феньес есть фонтан и бассейн, которые изображены на нескольких картинах Миллера. Кроме того, он нарисовал портрет миссис Уэйн.

## Провинстаун, Массачусетс

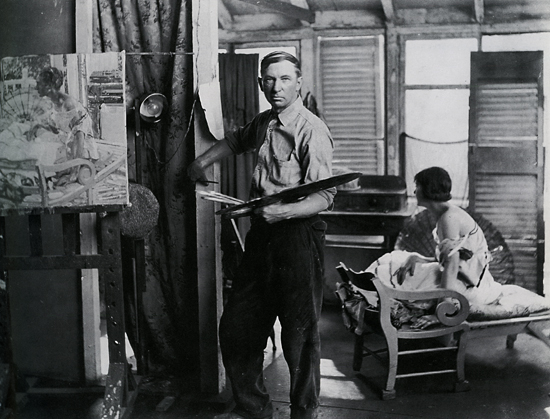
Ричард Миллер в своей студии в Провинстауне, 1920-е годы.

Миллер переехал в Провинстаун в 1917 году.
Всё его творчество можно поделить на несколько периодов: работы, выполненные в Париже, обычно в более тёмных тонах, яркие работы, выполненные в Живерни, короткий, но продуктивный период в Пасадине, и поздние работы, написанные в Провинстауне.
Миллер иногда писал пейзажи, но они редко встречаются в его творчестве. Женщины на его картинах часто изображены смотрящимися в зеркало или с ожерельем в руках, выполняющими какие-то действия, чтобы не бездельничать. Историк искусства Уильям Гердтс, который много писал об американском импрессионизме, сравнил Миллера со своим другом Фридрихом Фриске: «Миллер почти всегда уделял внимание рисунку и структуре больше, чем его коллега. Модели, которые он выбирал, сильно отличались от моделей Фриске, они были более пронзительны и красивы, что отличало его стиль от работ Ренуара» В конце карьеры его работы стали более темными по палитре и более мрачными по сюжету, и эти картины не пользуются таким же спросом, как более солнечные портреты праздных женщин.

## Выдающиеся ученики
- Милдред Беррейдж
- Кэтрин Картер Кричер
- Джон «Джек» Фрост
- Теодор Лукитс (1897—1992)
- Леон Макельски
- Харриетт Адамс Миллер
- Хильда Рикс Николас
- Полин Палмер
- Кристиан фон Шнайдау